# Sœurs Fox
Pour les articles homonymes, voir Fox.

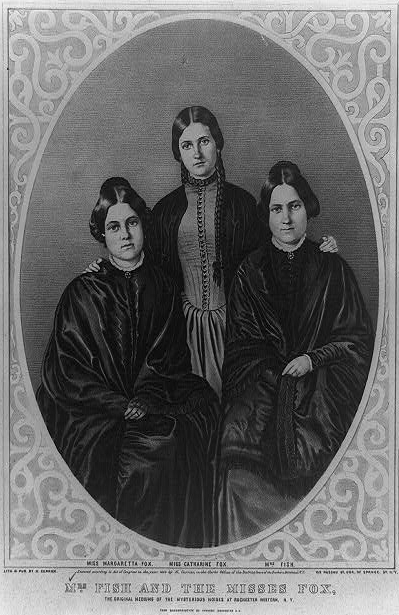
Les sœurs Fox. De gauche à droite : Margaret, Kate et Leah.

Les sœurs Leah (1813-1890), Margaret ou Maggie (1833-1893) et Kate Fox (1837-1892) ont joué un rôle important dans la naissance du spiritualisme moderne anglo-saxon et du spiritisme en France.

## Biographie
À Hydesville, dans l'État de New-York, la famille Fox vit dans une ferme modeste. Le père, John Fox, est pasteur.
Dans la nuit du 31 mars 1848, Kate et Maggie (ou Margaret), les deux filles, âgées de 14 et 11 ans, sont réveillées par des bruits dans la maison, sans origine apparente. Elles prétendent avoir établi un contact avec un fantôme qu'elles nomment monsieur Splitfoot (monsieur pied fourchu), un vendeur ambulant assassiné dans la maison cinq ans auparavant, en lui posant des questions tandis que l’esprit répond en frappant des séries de coups (une fois pour oui, deux fois pour non),.
Par la suite, cet événement est confirmé par la sœur ainée Leah, de vingt ans leur aînée qui entreprend de faire connaitre le supposé don surnaturel de ses petites sœurs à converser avec les esprits. Le récit prend une ampleur inattendue et inédite qui contribuera à l'émergence du phénomène du spiritisme aux États-Unis. Soutenues activement par les Quakers, les Mormons, les ligues anti-esclavagistes et les mouvements d’émancipation des femmes, mais également de scientifiques, de politiciens et d’hommes de lettres, les sœurs Fox deviennent célèbres et se produisent dans les églises, les salles de congrès mais aussi les music-halls et le cirque Barnum. Entre 1849 et 1850, les sœurs Fox commencent à faire des démonstrations publiques lors de séances payantes.
Le 18 avril 1886, un article du New York Times  titré « The Rochester rappings. The Fox sisters and the beginning of spiritualism » les présentent comme les fondatrices du spiritisme[pertinence contestée].

## Confession du canular
En 1888, Margaret, alors âgée de 52 ans, confesse que les coups entendus lors de leur séance étaient un canular et démontre en public comment les sœurs s'y prenaient.
L'année suivante, elle tente de récuser sa confession, mais leur réputation est ruinée. Elles meurent quelques années après, Margaret et Kate vivant alors dans une grande pauvreté. Le spiritualisme continue à avoir des adeptes, comme si la confession n'avait jamais eu lieu.
« Ce schéma de confession suivie de rétractation, qui n'est pas rare, a fourni aux croyants comme aux sceptiques des arguments pour étayer leur point de vue, de sorte que la controverse ne prend jamais fin. (This pattern of confession followed by retraction, which is not uncommon, has supplied both true believers and sceptics with material to support their case, so controversy never ends) ».